# Spyro: Season of Ice
Spyro: Season of Ice, conosciuto in Giappone come Spyro Advance (スパイロアドバンス?, Supairo Adobansu), è un videogioco a piattaforme per Game Boy Advance della serie Spyro the Dragon. È stato il vero primo gioco della serie a non essere sviluppato da Insomniac Games. È uscito in Nord America il 7 novembre, in Europa il 16 novembre 2001, mentre in Giappone solo il 26 dicembre dell'anno seguente.

## Trama
Dopo la sconfitta della Maga, Spyro, Hunter e Bianca decidono di prendersi una vacanza. Un giorno vengono però a sapere che Grendor, uno stregone rinoc a due teste, con tanto di muscoli e cervello, ha congelato tutte le fate del Regno dei Draghi, tra cui Zoe, amica del draghetto fin dai tempi di Spyro 2: Gateway to Glimmer, perché mentre lavorava in una biblioteca, trovò il libro di incantesimi della Maga perso da Bianca, e il suo tentativo di usare un incantesimo di trasformazione per diventare più forte e intelligente andò a male, rendendolo bicefalo e con un perenne mal di testa, cosa che lo fece infuriare e lo rese psicotico, e scoprì che le ali di 100 fate erano l'unico modo per invertire l'incantesimo. Spyro intraprende così un lungo viaggio nel Regno dei Draghi per liberare le fate e salvare Zoe. Dopo che Grendor viene sconfitto e Zoe viene salvata, la fata lo fa tornare normale con un incantesimo, e il rinoc ringrazia tutti per aver annullato gli effetti dell'incantesimo su di lui, felice di non sentire più il mal di testa.

## Modalità di gioco
Spyro, controllato dal giocatore tramite una vista assonometrica, può saltare, caricare e arrostire i nemici. Inoltre deve recuperare circa 7000 gemme e salvare tutte le cento fate, tra cui Zoe, nel corso di una ventina di livelli, cinque per quattro mappe basati sulle stagioni in modo simile ai mondi di Avalar in Spyro 2, eccetto che a differenza di quest'ultimo caso, ce n'è uno anche sulla primavera. Tra i cinque livelli per mappa sono presenti un circuito in cui Spyro deve sparare palle di fuoco contro i bersagli e raccogliere le gemme mentre evita di scontrarsi contro i nemici, e, come in Spyro: Year of the Dragon, un livello di Sparx con un boss alla fine.